# Aleptina inca
Aleptina inca är en fjärilsart som beskrevs av Dyar 1902. Aleptina inca ingår i släktet Aleptina och familjen nattflyn. Inga underarter finns listade i Catalogue of Life.

## Bildgalleri

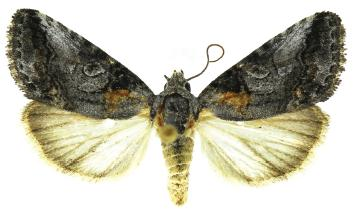
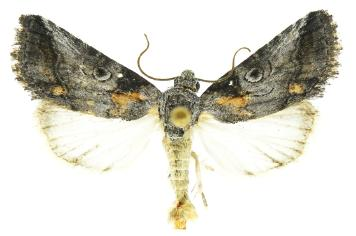